# Glomera calocephala
Glomera calocephala är en orkidéart som beskrevs av Rudolf Schlechter. Glomera calocephala ingår i släktet Glomera och familjen orkidéer. Inga underarter finns listade i Catalogue of Life.